# 성사초등학교
성사초등학교(星沙初等學校)는 대한민국 경기도 고양시 덕양구에 있는 공립 초등학교이다.성사유치원과 마주보고 있다.

## 학교 연혁
- 1987. 03. 02 성사초등학교 개교
- 1987. 03. 02 초대 나성일 교장 취임
- 2011. 03. 01 제8대 신남영 교장 부임
- 2015. 02. 13 제28회 졸업식(졸업생 174명, 총 4,813명)
- 2015. 03. 10 42학급, 특수 4학급(순회 2 포함) 편성

## 참고 자료
- 성사초등학교 - 한국교육학술정보원 학교알리미